# Loxandrus erraticus
Loxandrus erraticus är en skalbaggsart som beskrevs av Pierre François Marie Auguste Dejean. Loxandrus erraticus ingår i släktet Loxandrus och familjen jordlöpare. Inga underarter finns listade i Catalogue of Life.